# Steve Kordek
Steve Kordek (ur. 26 grudnia 1911, zm. 19 lutego 2012) – amerykański projektant flipperów.
Kordek jako pierwszy zaprojektował flippera we współcześnie znanej formie z dwiema łapkami, zaprojektowana w 1947 gra Triple Action została zaprezentowana po raz pierwszy w 1948.  Pracował w firmach William's i Genco, zaprojektował ponad 100 flipperów.